# Yarpuzlu, Sincik
Yarpuzlu là một xã thuộc huyện Sincik, tỉnh Adıyaman, Thổ Nhĩ Kỳ. Dân số thời điểm năm 2011 là 863 người.